# Antolovec
Antolovec – wieś w Chorwacji, w żupanii kopriwnicko-kriżewczyńskiej, w gminie Legrad. W 2011 roku liczyła 75 mieszkańców.